# Lythria unifascia
Lythria unifascia är en fjärilsart som beskrevs av Bubacek 1924/1925. Lythria unifascia ingår i släktet Lythria och familjen mätare. Inga underarter finns listade i Catalogue of Life.